# PDR
PDR (ang. Paintless Dent Repair) – usuwanie wgnieceń karoserii samochodowych bez konieczności późniejszego lakierowania.

## Technologia

### Metodynaprawy
Pierwsza metoda to masowanie blachy za pomocą narzędzi specjalnie do tego celu wykonanych z odpowiednich gatunków stali, narzędzia te potocznie nazywa się heblami. Nazwa "hebel" pochodzi z języka niemieckiego i w dosłownym tłumaczeniu znaczy "dźwignia". Naprawa jest metodą inwazyjną i polega na masowaniu blachy od wewnątrz w celu przywrócenia jej poprzedniego kształtu. W celu uzyskania dostępu do spodniej strony blachy często należy zdemontować jakiś element karoserii, np. podsufitkę dla naprawy wgnieceń znajdujących się na dachu. Demontaż nie zawsze jest konieczny i zależy od wielu czynników, ale musi to ocenić doświadczony technik usuwania wgnieceń.
Druga metoda, tzw. "na klej", jest bezinwazyjna i polega na wyciągnięciu wgniecenia przy pomocy specjalnie do tego skonstruowanych narzędzi oraz kleju o odpowiednich własnościach fizycznych. Sposób ten wykorzystuje się przy naprawie w trudno dostępnych dla hebli miejscach lub gdy ilość wgnieceń powoduje nieopłacalność metody pierwszej.

### Najważniejsze elementy technologii
W obu przypadkach ważnym elementem naprawy jest światło. Stosuje się tu lampy o specyficznych właściwościach świetlnych. Najważniejszym elementem obu technik jest człowiek. To właśnie od umiejętności technika usuwania wgnieceń zależy na ile dokładnie i sprawnie naprawa zostanie przeprowadzona, kwalifikacje i doświadczenie są w tym procesie bardzo ważne.

## Narodziny technologii
Technologia ta narodziła około 1940 roku w zakładach Mercedesa, gdy w czasie produkcji pracownicy zauważyli wgniecenia i inne niedoskonałości na karoserii, które należało jakoś usunąć.
Metoda ta była przez wiele lat nieznana ogółowi społeczeństwa i nie wychodziła poza mury zakładów produkcyjnych samochodów osobowych. Do dziś wielkie koncerny samochodowe stosują tę metodę w celu usunięcia wgnieceń powstałych w wyniku nieudolnego montażu elementów karoserii.

## USA i Europa
W 1983 roku w Stanach Zjednoczonych powstała firma Dent Wizard, która jest obecnie największą na świecie firmą świadczącą usługi usuwania wgnieceń i zatrudniającą ok. 1400 pracowników (stan na rok 2008) i działającą na terenach obu Ameryk i Europy. W połowie lat 90. w Niemczech powstały pierwsze firmy zajmujące się tą technologią, głównie oferujące swe usługi ubezpieczycielom, którzy zawsze szukają metod jak najtańszego usunięcia szkód, które w przypadku gradobicia w miejskich aglomeracjach liczone są nawet w milionach.

## Organizacja NAPDRT
W roku 2006 powstała w Stanach Zjednoczonych NAPDRT(National Alliance of Paintless Dent Repair Technicians), organizacja zajmująca się edukacją konsumentów oraz zachęcaniem firm z branży do przyjęcia wspólnych standardów oraz certyfikacji. Organizacja ta działa na razie wyłącznie na terenie USA.